# Czekon (okręg miejski Anapy)
Czekon (ros. Чекон) – chutor w Rosji, w Kraju Krasnodarskim, w okręgu miejskim Anapy. W 2010 liczył 1570 mieszkańców.